# UWC México 53
UWC México 53: Elías vs. Meza fue un evento de artes marciales mixtas producido por Ultimate Warrior Challenge México, que se llevó a cabo el 19 de mayo de 2024 en el Entram Gym de Tijuana, Baja California, México.